# ويليام هاميلتون (مونتير)
ويليام هاميلتون (بالإنجليزية: William Hamilton)‏ هو مونتير أمريكي، ولد في 11 نوفمبر 1893 في بنسيلفانيا في الولايات المتحدة، وتوفي في 3 أغسطس 1942 في شمال هوليوود ‏ في الولايات المتحدة بسبب نوبة قلبية.

## وصلات خارجية
- ويليام هاميلتون على موقع IMDb (الإنجليزية)
- ويليام هاميلتون على موقع ألو سيني (الفرنسية)
- ويليام هاميلتون على موقع قاعدة بيانات الأفلام السويدية (السويدية)
- ويليام هاميلتون على موقع قاعدة بيانات الفيلم (الإنجليزية)
- ويليام هاميلتون على موقع كينوبويسك (الروسية)